# 图坦 (迷你剧)
《图坦》（英語：Tut）是一部由加拿大和美国合拍的迷你剧。于2015年7月19日在美国Spike电视台首映，故事改编自埃及法老图坦卡蒙。

## 集数
本剧共有三集：
- 第一集：权利
- 第二集：背叛
- 第三集：命运

## 演员

### 主要演员
- 亞凡·喬吉亞 饰演 图坦卡蒙, 埃及法老。
- 本·金斯利 饰演 伊特努特-阿伊, 埃及的摄政王，辅佐年轻的法老，并将军政大权独揽一手。
- Nonso Anozie 饰演 哈伦海布, 统领法老军队的将军。有篡位的野心。
- Sibylla Deen 饰演 安赫塞娜蒙, 图坦卡蒙的姐姐，同时也是他的王后。为了保证血统纯正而嫁给了身为法老的弟弟。背地里与图坦卡蒙的好友Ka私通。
- 亚历山大·希迪格 饰演 阿蒙, 王国的大祭司，也是个野心家。
- Kylie Bunbury 饰演 苏哈, 米坦尼的混血女孩，在图坦卡蒙遇难后救了他一命，并与他相爱。
- Peter Gadiot 饰演 Ka, 图坦卡蒙的好朋友，同时也是王后的情夫。在图坦卡蒙遇难后企图和王后结婚已获得法老的位子。
- Iddo Goldberg 饰演 Lagus, 埃及军队的一名士官。与图坦卡蒙建立了深厚的友谊。
- Alistair Toovey 饰演 Nahkt, 阿伊的养子。
- Steve Toussaint 饰演 图什拉塔, 米坦尼的国王。

### 配角
- Silas Carson 饰演 阿肯那顿, 图坦卡蒙的父王，埃及的前任法老。
- Alexander Lyras 饰演 由亚将军。
- Geoffrey Burton 饰演 Dagi, 埃及御医
- Leon Lopez 饰演 Sete
- Daniela Lavender 饰演 Herit，王后的表姐，也是她的女侍。
- Ismail Kanater 饰演 索贝克的祭司

1. ↑  . New York Times.   [2 August 2015]. （原始内容存档于2017-08-26）.